# Grendeltor

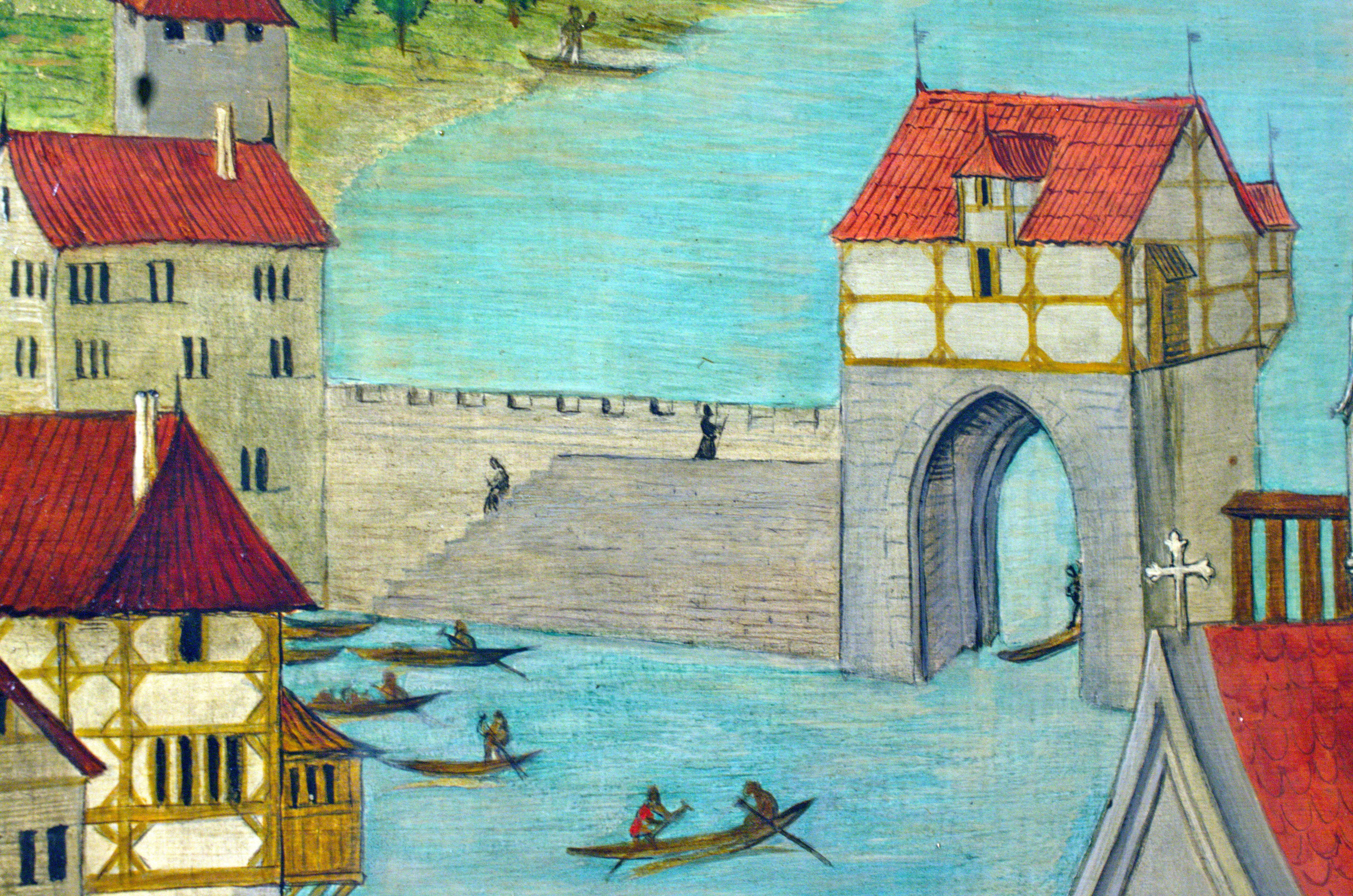
Das Grendeltor und die Schifflände auf den Altarbildern von Hans Leu dem Älteren

Das Grendeltor, gemäss Salomon Vögelin kurz auch «der Grendel» genannt, bildete gegen den Zürichsee hin den Abschluss der spätmittelalterlichen Stadtbefestigung von Zürich. Das Grendeltor diente als Durchgang für den Schiffsverkehr zwischen Limmat und Zürichsee. Es war das einzige Zürcher Wassertor und stand am rechten Ufer in der Limmat etwa beim nördlichen Ende des heutigen Bellevuehauses am Limmatquai 3. 

## Das Grendeltor als Teil der Stadtbefestigung

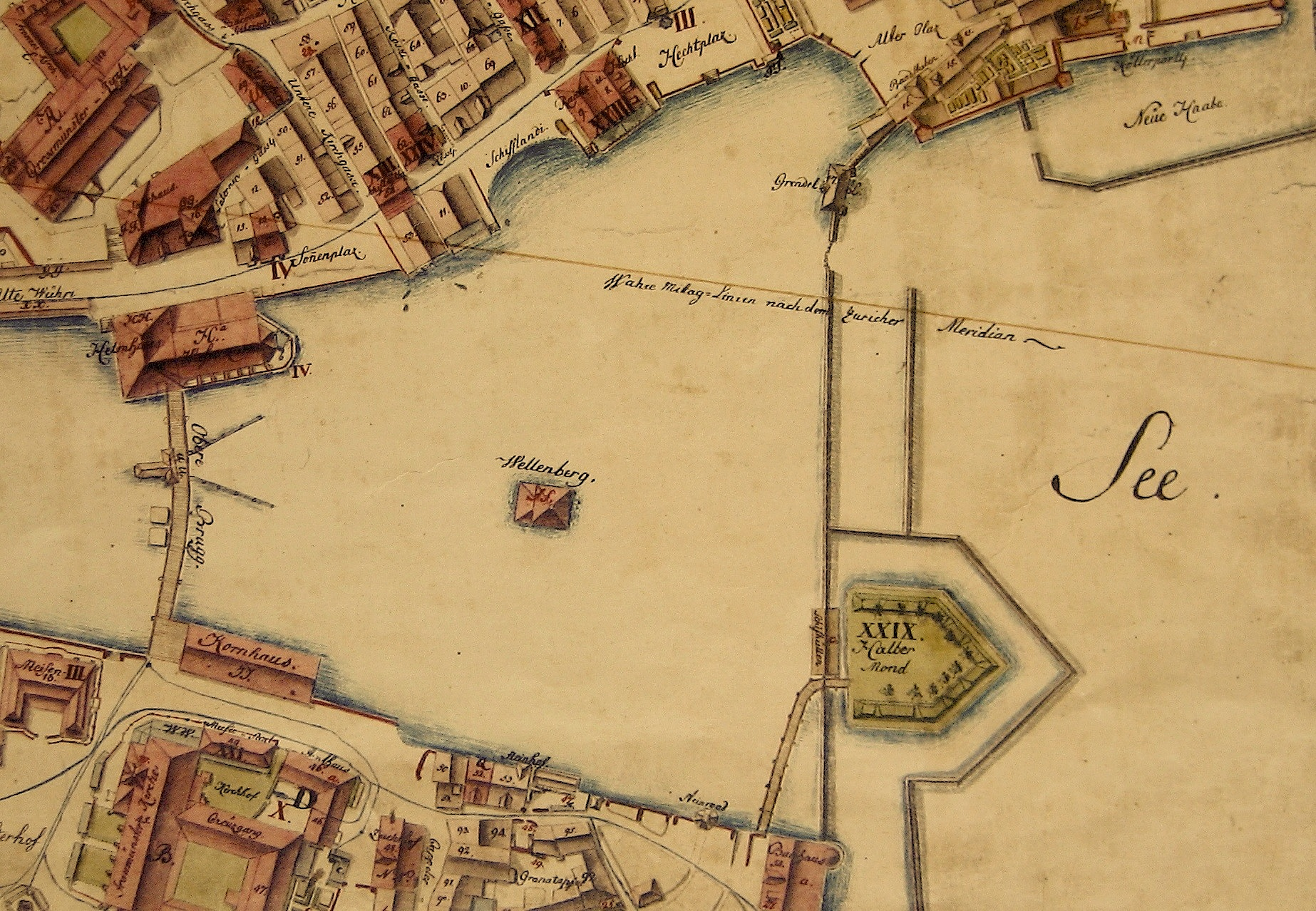
Der obere Limmatraum auf dem Müllerplan von 1790. Rechts oben das Grendeltor mit den Schwirren, links davon die Schifflände.

Die Stadt Zürich schützte sich vermutlich bereits im Hochmittelalter zusätzlich durch Letzinen und Letzigräben, als den Stadtmauern vorgelagerte Verteidigungslinien, am linken und am rechten Limmatufer, am Zürichberg, Käferberg und Uetliberg sowie im Limmattal mit weiteren Vorwerken. 

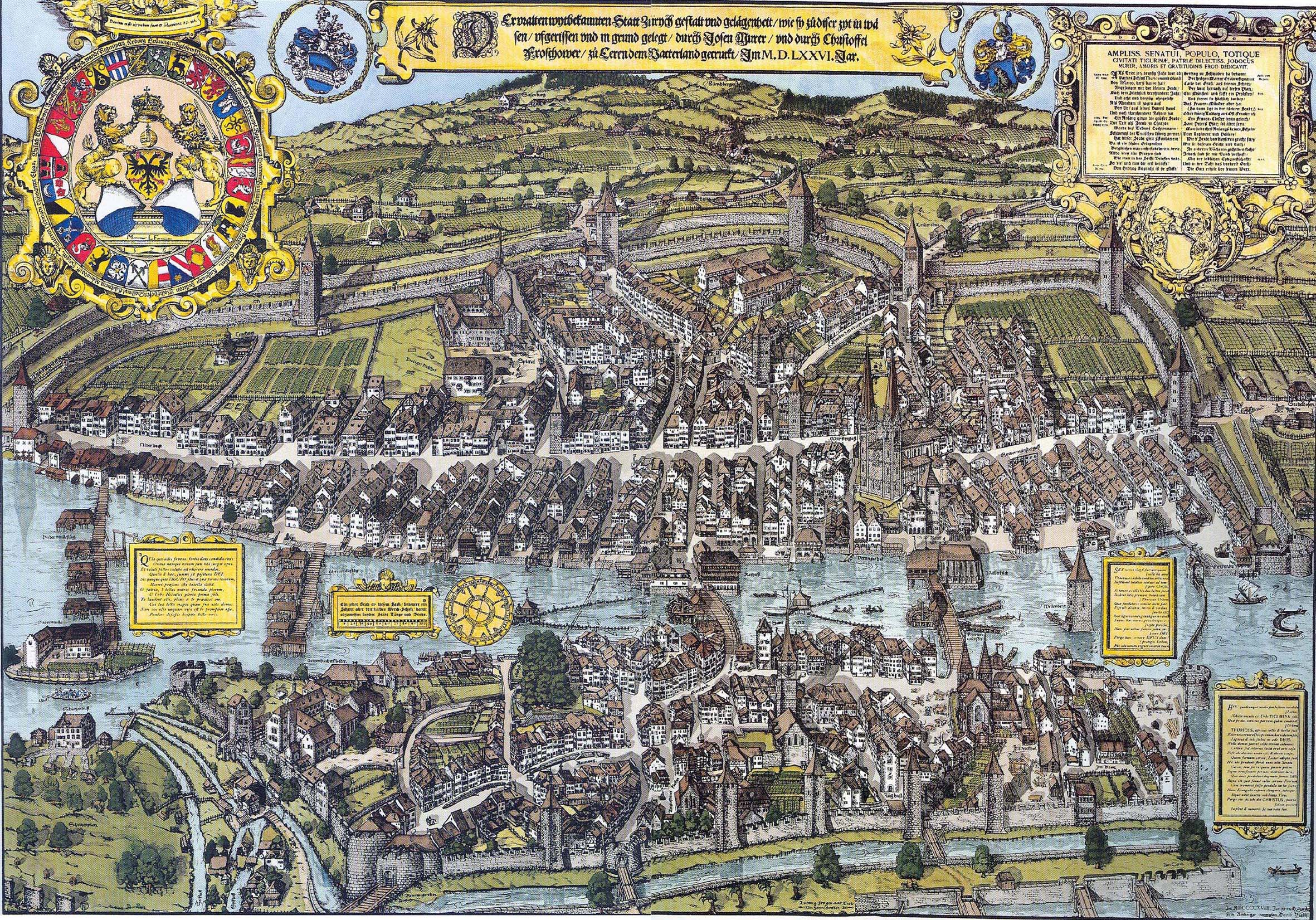
Die Stadtbefestigung auf dem Murerplan von 1576. Ganz rechts das Grendeltor mit den Schwirren.

Beim Grendeltor verlief zur Seeseite hin ein hoher Zaun, der Grendel, über die Limmat zum gegenüberliegenden Ende der Stadtmauer. Eine doppelte Reihe von Palisaden, die Schwirren, schützte den Limmatabfluss auf Seeseite. Pluralisch «Schwirren» wurden Seeuferbefestigungen in Ufernähe, die das Anlanden feindlicher Schiffe verhindern sollten, bezeichnet – weitere bedeutende befanden sich in Luzern, bei Arth, Brunnen und Stansstad.

## Grendeltor
Links neben dem Spitzbogen der Toröffnung war auf gelbem Grund, inmitten des Doppelschildes der Stadt Zürich, das Reichszeichen angebracht, ein schwarzer, zweiköpfiger Adler. Auf der Seeseite des Tores waren für den zur «Schifflände» am Limmatquai einfahrenden Schiffsverkehr die Öffnungszeiten des Tores und die Höhe des Wegzolls ersichtlich. Mit dem rechten Flussufer war das Tor durch ein Mauerstück mit Wehrgang verbunden, eine Treppe führte zum Gebäude hoch.
Die Wohnung des Wächters, die Grendelhütte, befand sich im Fachwerkbau über dem Torbogen aus Quadern. Aus einem Raumprogramm von 1829 bekannt sind die Wächterstube mit Alkoven, Kammer, Vorplatz, Küche und Toilette sowie eine Treppe zum Dachboden mit den Erkertürmchen. Diese dienten als Schlafkammern für den Grendelwart und die Besatzung des Turms, vermutlich auch für die Familie des Wächters. Darüber lag ein weiterer Boden. Zur Wohnung gehörten ausserdem ein kleiner Holzschopf und ein Keller ausserhalb der Mauer. 1829 war vom Wächter ein Zins von zehn Schilling an das Grossmünsterstift zu entrichten.

## Grendelwart
Jeden Morgen um sechs Uhr liess der Grendelwart von seiner Wohnung aus den mit Stacheln bewehrten Sperrbalken, der an einer langen Kette hing, durch die Strömung öffnen. Bei Torschluss am Abend kettete er diesen Balken wieder in die Durchfahrt. 
Der Grendelwart überwachte tagsüber vom Turm hinab den Schiffsverkehr und war für die Erhebung des Wegzolls verantwortlich. Dazu liess er ein Kesselchen an einem Seil hinab, so dass die Einreisenden den Zoll darin deponieren konnten. Anschliessend wurde das Behältnis hinaufgezogen, und der Schiffsverkehr durfte das Grendeltor passieren.

## Schifflände

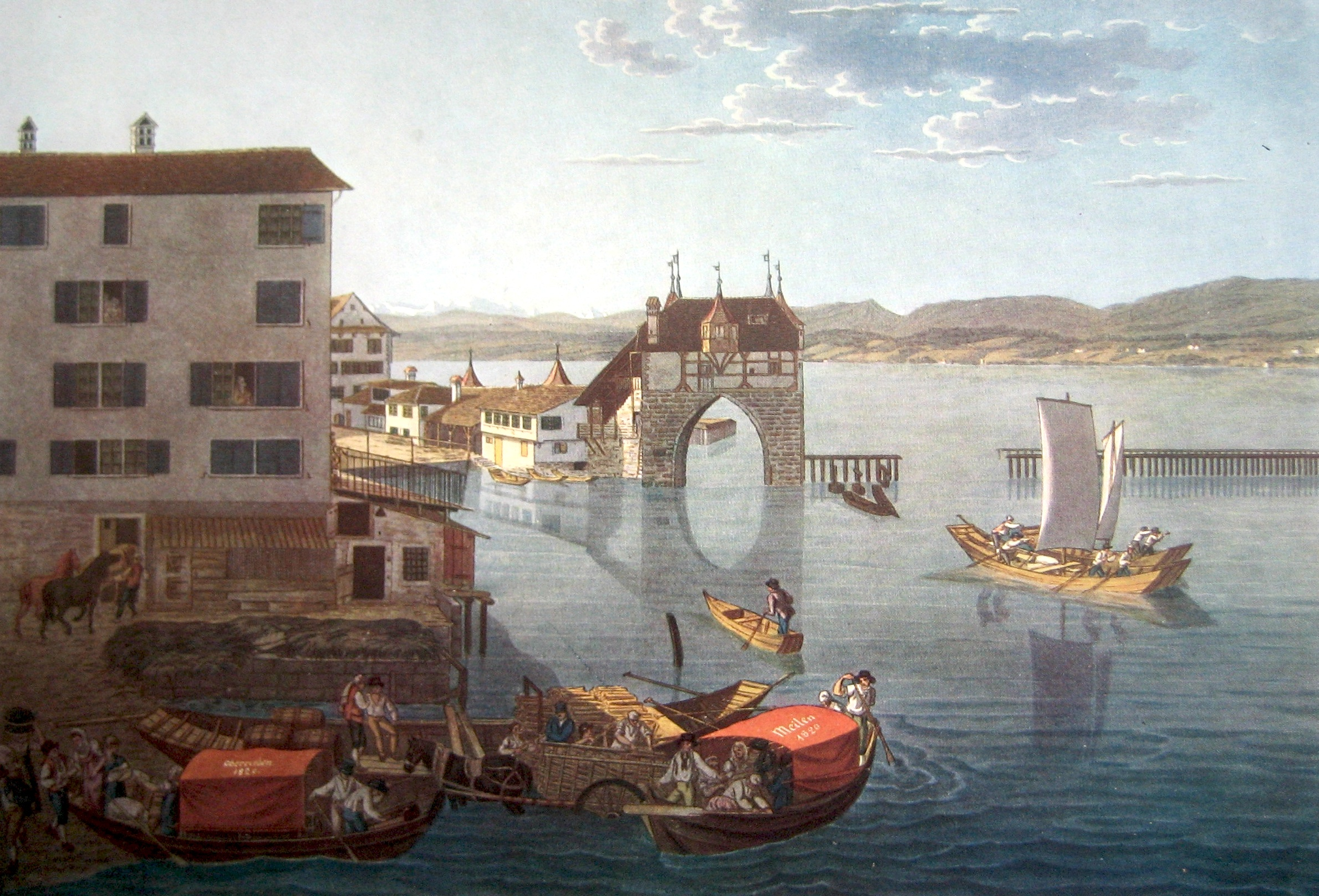
Schifflände mit Grendeltor. Kolorierter Kupferstich von J. Meyer, um 1830.

Die Schifflände, nördlich des Grendeltors am rechten Limmatufer, war der mittelalterliche Landeplatz und Handelshafen für die See- und Limmatschifffahrt. Dort wurde Handelsware von den grossen Seeschiffen, die bis zu 60 Tonnen transportierten, auf Limmat-Weidlinge mit einer Tragfähigkeit von ungefähr 1,5 Tonnen umgeladen. Die natürlichen Buchten am Seeabfluss zur Limmat hin wurden mit dem Ausbau der Stadt Zürich ab 1834 zugeschüttet und bilden die heutige Schifflände-Strasse zwischen Kirch- und Torgasse.

## Geschichte
Als Baudatum wird eine Zeit um die Mitte des 15. Jahrhunderts angenommen. Dass die Erfahrungen aus dem «Seekrieg» während des Alten Zürichkriegs  (1436/50) auf dem Zürichsee in den Bau des Grendeltors und seiner vorgelagerten Befestigung eingeflossen sind, gilt als wahrscheinlich.
In einer Belegungsliste aus der Zeit vor 1489 erscheinen zwei Büchsenschützen «uff der hutten», womit das Grendeltor gemeint sein dürfte. 1578 wurde die Grendelwache, «die wach zu den schwirren uff der hütten», Tag und Nacht garantiert. Mit Erweiterung der Stadtbefestigung wurde 1657 dem Grendeltor das fünfeckige Ravelin «Kratz» vorgelagert, das heutige Bauschänzli. 1661 wurden die Schwirren durch eine neue Palisadenreihe verstärkt, den äusseren Grendel. 1694 bis 1699 erfolgte der Ausbau des Grendels; seither war er auf der See- und auf der Stadtseite mit einem Zürcher Wappen versehen. Eine zusätzliche und letzte Befestigung in Form eines sogenannten «Corps de Garde» erfolgte 1779/80. 

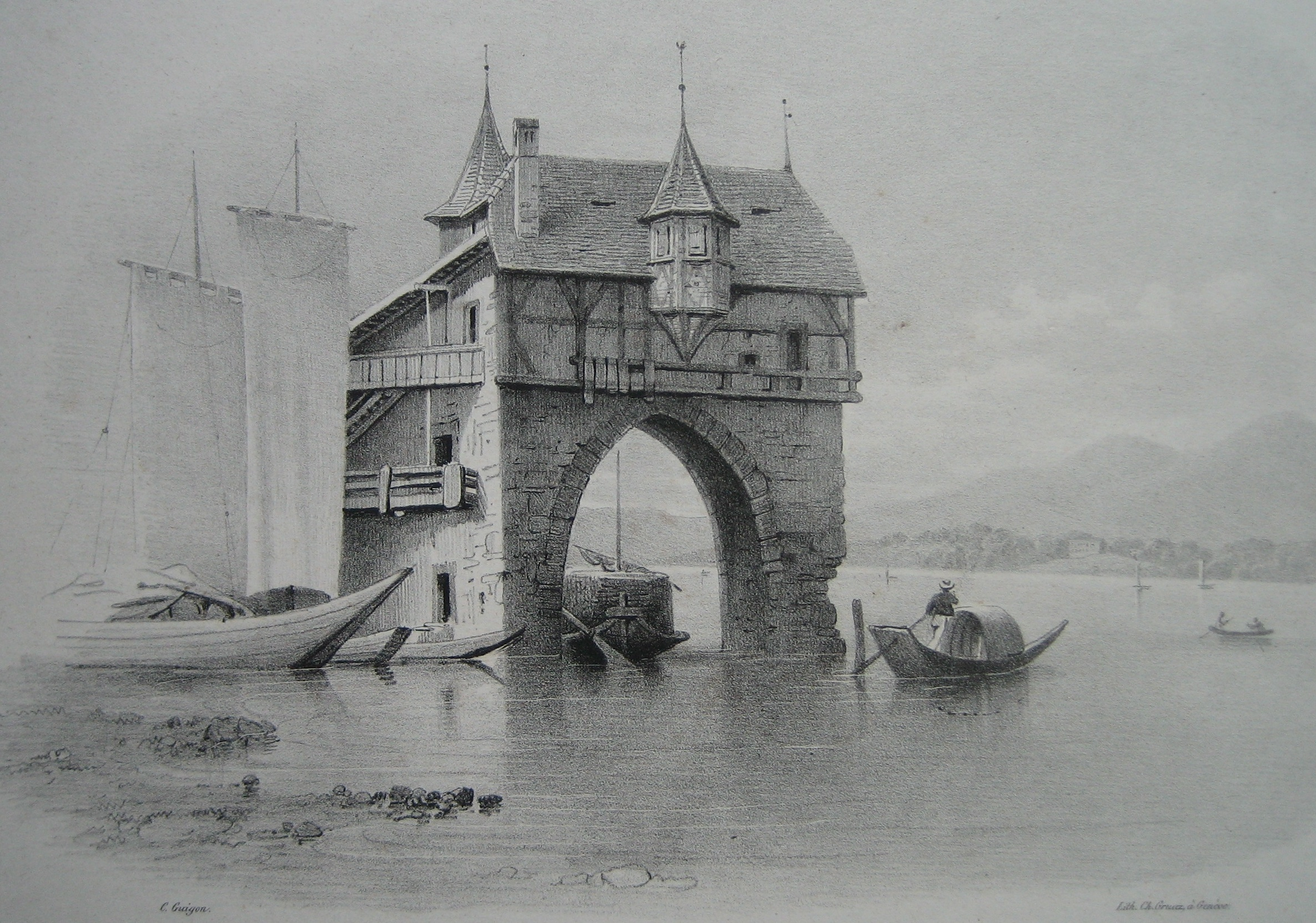
Grendeltor, Stich von Charles Louis Guigon (1807–1822)
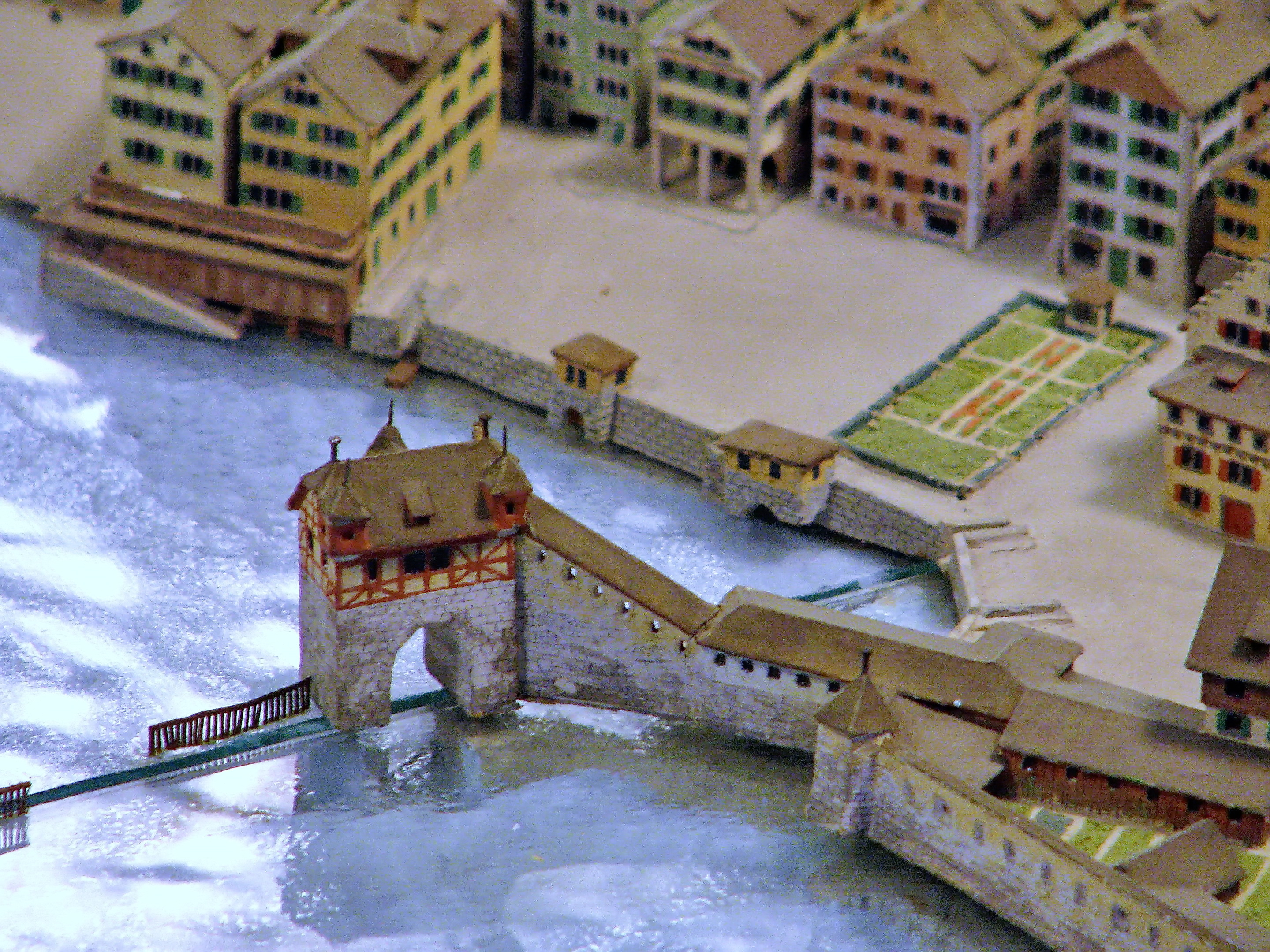
Grendeltor auf dem Stadtmodell von Hans Langmack
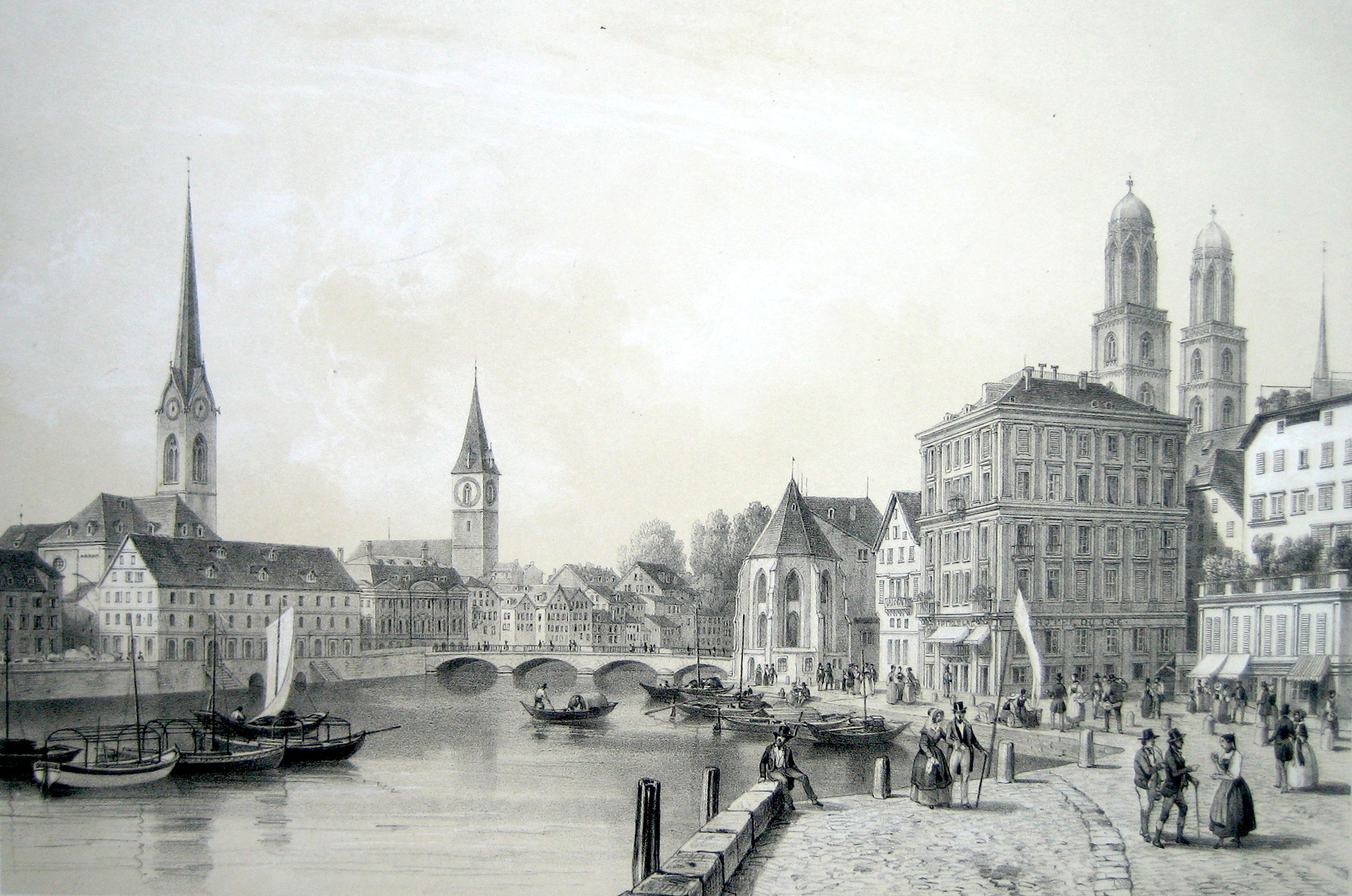
Blick vom ehemaligen Standort des Grendels auf die Schifflände und das Sonnenquai, Stich von Deroy, 1845
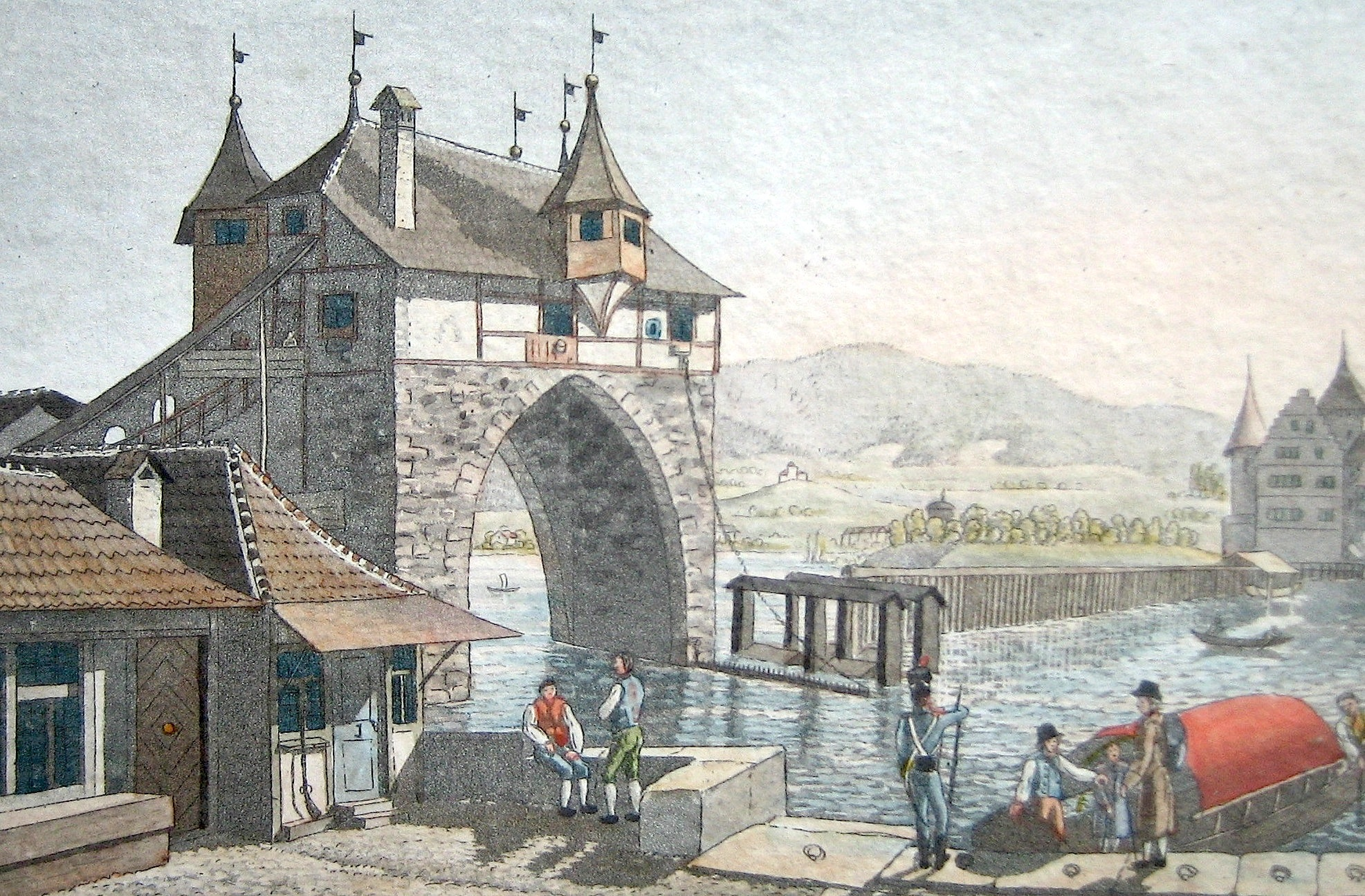
Grendeltor und Schwirren von Nordosten her betrachtet. Rechts im Hintergrund das Ravelin «Kratz», im Vordergrund die Schifflände. Kolorierter Kupferstich von Hans Jakob Kull, um 1820
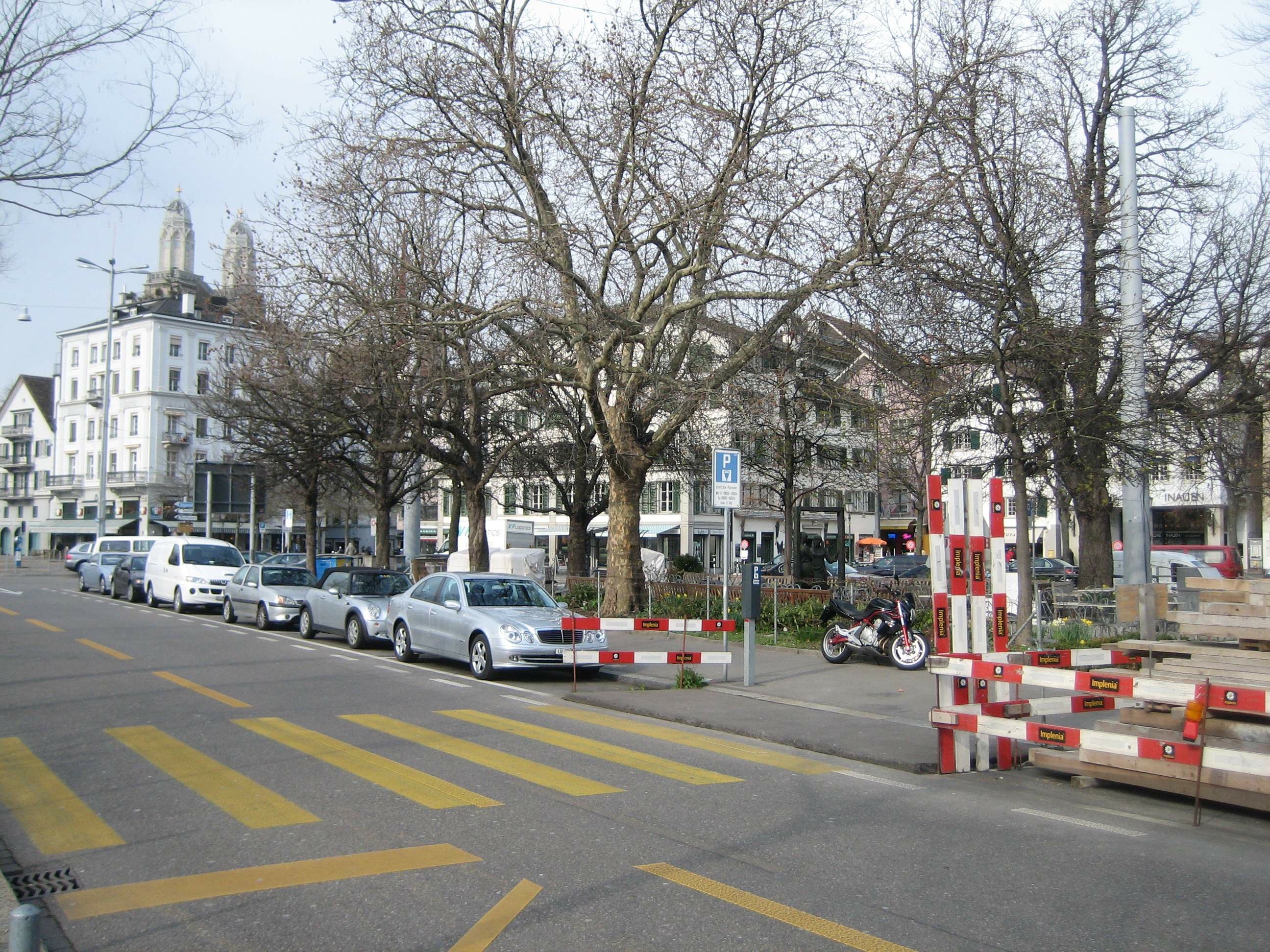
Heutige Lage des Grendeltors, März 2008

Die Palisaden wurden 1834 abgebrochen, das Grendeltor 1836 – nicht zuletzt auf Druck der Landbevölkerung, die eine freie Einfahrt in die Stadt zum Stadtzürcher Markt forderten. Gleichzeitig wurde der überwiegende Teil der mittelalterlichen Stadtbefestigung abgetragen.

## Verschiedenes
- Aus drei Vorschlägen des Quartiervereins Zürich Altstadt wurde 1977 das Motiv «Grendeltor» von Ernst Siegrist als Quartierwappen für den Stadtkreis Altstadt (Kreis 1) gewählt.[10]
- Im  Pädagogischen Verlag des Lehrerinnen- und Lehrervereins Zürich ist ein Modellbogen des Grendeltores erschienen.[11]